# ترید (تنسی)
ترید (به انگلیسی: Trade) یک منطقهٔ مسکونی در ایالات متحده آمریکا است که در شهرستان جانسون، تنسی واقع شده‌است. ترید ۹۵۵ متر بالاتر از سطح دریا واقع شده‌است.